# Растрехаевка
 Растрехаевка  — деревня в городском округе Серебряные Пруды Московской области. 

## География
Находится в южной части Московской области на расстоянии приблизительно 2 км на северо-восток по прямой от окружного центра поселка Серебряные Пруды. 

## История
Изначально называлась Полянки, известна с XVI века. В советское время работали колхозы «Красная Поляна», им. Чуйкова, совхоз им. Крупской, позднее агрофирма «Русь». В 1974 году числилось 10 дворов. В период 2006—2015 годов входила в городского поселения Серебряные Пруды Серебряно-Прудского района.

## Население
Постоянное население составляло 16 человек (1974 год), 16 в 2002 году (русские 100%), 5 в 2010.